# Cladocarpus leloupi
Cladocarpus leloupi is een hydroïdpoliep uit de familie Aglaopheniidae. De poliep komt uit het geslacht Cladocarpus. Cladocarpus leloupi werd in 1962 voor het eerst wetenschappelijk beschreven door Millard. 